# Bruno Nasta
Bruno Ignacio Nasta (Pergamino, Buenos Aires, Argentina; 19 de enero de 1993) es un futbolista argentino. Se desempeña como delantero en San Miguel, de la Primera Nacional de Argentina.

## Estadísticas

### Clubes
Actualizado de acuerdo al último partido jugado el 17 de agosto de 2025.
| Club                                 | Div.          | Temporada     | Liga  | Liga  | Liga   | Copas Nacionales | Copas Nacionales | Copas Nacionales | Torneos Internacionales | Torneos Internacionales | Torneos Internacionales | Total | Total | Total  | Media goleadora |
| Club                                 | Div.          | Temporada     | Part. | Goles | Asist. | Part.            | Goles            | Asist.           | Part.                   | Goles                   | Asist.                  | Part. | Goles | Asist. | Media goleadora |
| ------------------------------------ | ------------- | ------------- | ----- | ----- | ------ | ---------------- | ---------------- | ---------------- | ----------------------- | ----------------------- | ----------------------- | ----- | ----- | ------ | --------------- |
| C. S. y A. Guillermo Brown Argentina | 3.ª           | 2009-10       | 1     | 0     | 0      | —                | —                | —                | —                       | —                       | —                       | 1     | 0     | 0      | 0,00            |
| C. S. y A. Guillermo Brown Argentina | 3.ª           | 2012-13       | 11    | 1     | 0      | 1                | 0                | 0                | —                       | —                       | —                       | 12    | 1     | 0      | 0,08            |
| C. S. y A. Guillermo Brown Argentina | 3.ª           | 2013-14       | 8     | 1     | 0      | —                | —                | —                | —                       | —                       | —                       | 8     | 1     | 0      | 0,12            |
| C. S. y A. Guillermo Brown Argentina | Total club    | Total club    | 20    | 2     | 0      | 1                | 0                | 0                | 0                       | 0                       | 0                       | 21    | 2     | 0      | 0,09            |
| C. A. Germinal Argentina             | 4.ª           | 2014          | 9     | 2     | 0      | —                | —                | —                | —                       | —                       | —                       | 9     | 2     | 0      | 0,22            |
| C. A. Germinal Argentina             | Total club    | Total club    | 9     | 2     | 0      | 0                | 0                | 0                | 0                       | 0                       | 0                       | 9     | 2     | 0      | 0,22            |
| Atlético San Jorge Argentina         | 4.ª           | 2015          | 10    | 4     | 0      | —                | —                | —                | —                       | —                       | —                       | 10    | 4     | 0      | 0,40            |
| Atlético San Jorge Argentina         | 4.ª           | 2016          | 14    | 7     | 0      | —                | —                | —                | —                       | —                       | —                       | 14    | 7     | 0      | 0,50            |
| Atlético San Jorge Argentina         | Total club    | Total club    | 24    | 11    | 0      | 0                | 0                | 0                | 0                       | 0                       | 0                       | 24    | 11    | 0      | 0,46            |
| Deportivo Achirense Argentina        | 4.ª           | 2016          | 14    | 14    | 0      | —                | —                | —                | —                       | —                       | —                       | 14    | 14    | 0      | 1,00            |
| Deportivo Achirense Argentina        | 4.ª           | 2017          | 22    | 18    | 2      | —                | —                | —                | —                       | —                       | —                       | 22    | 18    | 2      | 0,82            |
| Deportivo Achirense Argentina        | Total club    | Total club    | 36    | 32    | 2      | 0                | 0                | 0                | 0                       | 0                       | 0                       | 36    | 32    | 2      | 0,89            |
| C. A. Sansinena S. y D. Argentina    | 3.ª           | 2017-18       | 8     | 3     | 0      | 4                | 0                | 0                | —                       | —                       | —                       | 12    | 3     | 0      | 0,25            |
| C. A. Sansinena S. y D. Argentina    | 3.ª           | 2018-19       | 24    | 8     | 2      | 2                | 0                | 0                | —                       | —                       | —                       | 26    | 8     | 2      | 0,31            |
| C. A. Sansinena S. y D. Argentina    | Total club    | Total club    | 32    | 11    | 2      | 6                | 0                | 0                | 0                       | 0                       | 0                       | 38    | 11    | 2      | 0,29            |
| Unión San Felipe · Chile             | 2.ª           | 2019          | 8     | 0     | 0      | —                | —                | —                | —                       | —                       | —                       | 8     | 0     | 0      | 0,00            |
| Unión San Felipe · Chile             | Total club    | Total club    | 8     | 0     | 0      | 0                | 0                | 0                | 0                       | 0                       | 0                       | 8     | 0     | 0      | 0,00            |
| Deportivo Maipú Argentina            | 3.ª           | 2019-20       | 7     | 2     | 0      | 1                | 1                | 0                | —                       | —                       | —                       | 8     | 3     | 0      | 0,37            |
| Deportivo Maipú Argentina            | 2.ª           | 2022          | 26    | 6     | 0      | —                | —                | —                | —                       | —                       | —                       | 26    | 6     | 0      | 0,23            |
| Deportivo Maipú Argentina            | Total club    | Total club    | 33    | 8     | 0      | 1                | 1                | 0                | 0                       | 0                       | 0                       | 34    | 9     | 0      | 0,26            |
| C. A. Huracán (LH) Argentina         | 3.ª           | 2019-20       | 7     | 1     | 0      | 2                | 0                | 0                | —                       | —                       | —                       | 9     | 1     | 0      | 0,11            |
| C. A. Huracán (LH) Argentina         | 3.ª           | 2021          | 25    | 17    | 3      | —                | —                | —                | —                       | —                       | —                       | 25    | 17    | 3      | 0,68            |
| C. A. Huracán (LH) Argentina         | Total club    | Total club    | 32    | 18    | 3      | 2                | 0                | 0                | 0                       | 0                       | 0                       | 34    | 18    | 3      | 0,53            |
| San Martín (T) Argentina             | 2.ª           | 2022          | 6     | 0     | 0      | —                | —                | —                | —                       | —                       | —                       | 6     | 0     | 0      | 0,00            |
| San Martín (T) Argentina             | Total club    | Total club    | 6     | 0     | 0      | 0                | 0                | 0                | 0                       | 0                       | 0                       | 6     | 0     | 0      | 0,00            |
| Gimnasia y Esgrima (M) Argentina     | 2.ª           | 2023          | 13    | 1     | 0      | 1                | 0                | 0                | —                       | —                       | —                       | 14    | 1     | 0      | 0,07            |
| Gimnasia y Esgrima (M) Argentina     | Total club    | Total club    | 13    | 1     | 0      | 1                | 0                | 0                | 0                       | 0                       | 0                       | 14    | 1     | 0      | 0,07            |
| Racing de Córdoba Argentina          | 2.ª           | 2023          | 16    | 5     | 2      | —                | —                | —                | —                       | —                       | —                       | 16    | 5     | 2      | 0,31            |
| Racing de Córdoba Argentina          | 2.ª           | 2024          | 36    | 18    | 2      | —                | —                | —                | —                       | —                       | —                       | 36    | 18    | 2      | 0,50            |
| Racing de Córdoba Argentina          | Total club    | Total club    | 52    | 23    | 4      | 0                | 0                | 0                | 0                       | 0                       | 0                       | 52    | 23    | 4      | 0,44            |
| C. A. San Miguel Argentina           | 2.ª           | 2025          | 27    | 6     | 0      | —                | —                | —                | —                       | —                       | —                       | 27    | 6     | 0      | 0,22            |
| C. A. San Miguel Argentina           | Total club    | Total club    | 27    | 6     | 0      | 0                | 0                | 0                | 0                       | 0                       | 0                       | 27    | 6     | 0      | 0,22            |
| Total carrera                        | Total carrera | Total carrera | 289   | 114   | 11     | 11               | 1                | 0                | 0                       | 0                       | 0                       | 300   | 115   | 11     | 0,38            |
| 1.                                   |               |               |       |       |        |                  |                  |                  |                         |                         |                         |       |       |        |                 |